# Rosy Lilienfeld
Pour les articles homonymes, voir Lilienfeld.
Rosy Lilienfeld, née le 17 janvier 1896 à Francfort-sur-le-Main et morte assassinée le 30 septembre 1942 dans le camp de concentration d'Auschwitz, est une artiste, peintre et dessinatrice expressionniste. Elle fait partie de la génération perdue des artistes qui ont été persécutés par les nationaux-socialistes en raison de leurs origines juives ou de leurs opinions politiques.

## Biographie

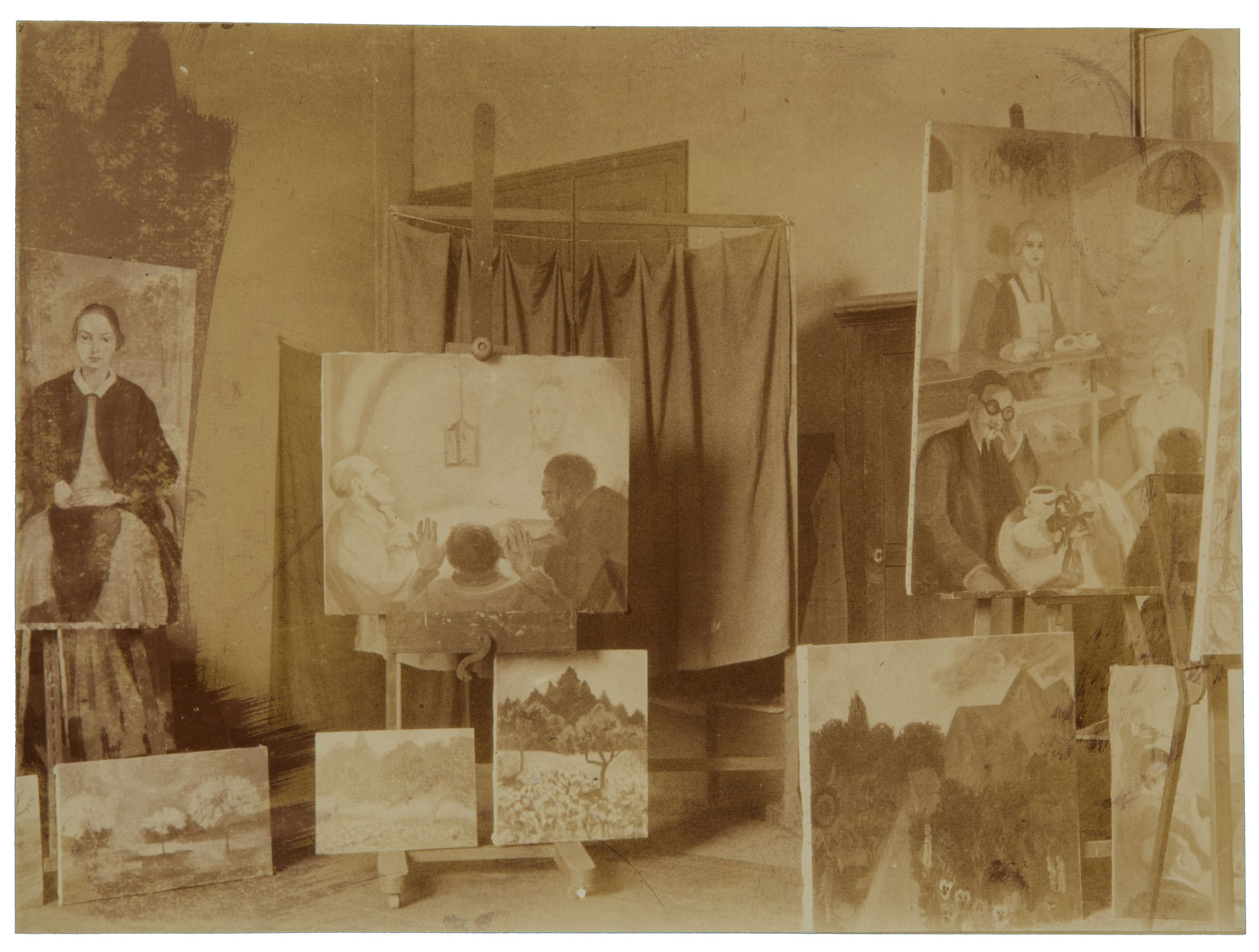
Photo de l'atelier de Rosy Lilienfeld au Städel Art Institute

Rosy Lilienfeld est née le 17 janvier 1896 à Francfort, dans une famille juive de la classe moyenne. Ses parents sont Ludwig Lilienfeld (décédé en 1935) et sa deuxième épouse, Esther Ehrmann, surnommée Minnie, originaire de Melbourne, en Australie,. Elle a un demi-frère Max Lilienfeld (1883-?), qui émigre au Royaume-Uni et prend le nom de Linford et un frère aîné, Fredy Samuel Lilienfeld (1892-1913). On ne sait rien de sa scolarité. En 1918, elle étudie au Städel Art Institute avec le peintre Ugi Battenberg (de) et y dispose d'un atelier.
Après une tentative de suicide en 1923, Rosy Lilienfeld est traitée à plusieurs reprises pour des troubles psychiatriques,.
À partir de 1933, elle est au chômage et ne peut plus payer le loyer de l'atelier. Après la mort de son père en 1935, sa situation financière devient encore plus précaire. Sa dernière exposition connue a eu lieu en 1936 à l'Exposition des artistes juifs du Reich dans les salles du Musée juif de la Oranienburger Strasse à Berlin. La même année, son atelier est vidé en raison des loyers impayés.
Le 17 juillet 1939, Minnie Lilienfeld demande à émigrer au Royaume-Uni avec sa fille et résilie le bail de leur appartement de l'Arndtstrasse. Cependant c'est aux Pays-Bas qu'elles se réfugient finalement. A partir du 23 novembre 1939, Rosy Lilienfeld élit domicilie à Rotterdam à diverses adresses jusqu'au 25 février 1941, date à laquelle elle part pour Utrecht. Elle y est arrêtée en 1942 et emmenée au camp de transit de Westerbork où elle est enregistrée le 4 août 1942. Quelques jours plus tard, le 7 août, elle est déportée au camp de concentration d'Auschwitz où elle est assassinée. La date officielle de sa mort est le 30 septembre 1942, date utilisée pour l'ensemble des personnes déportées dans ce convoi,,.

## Œuvres

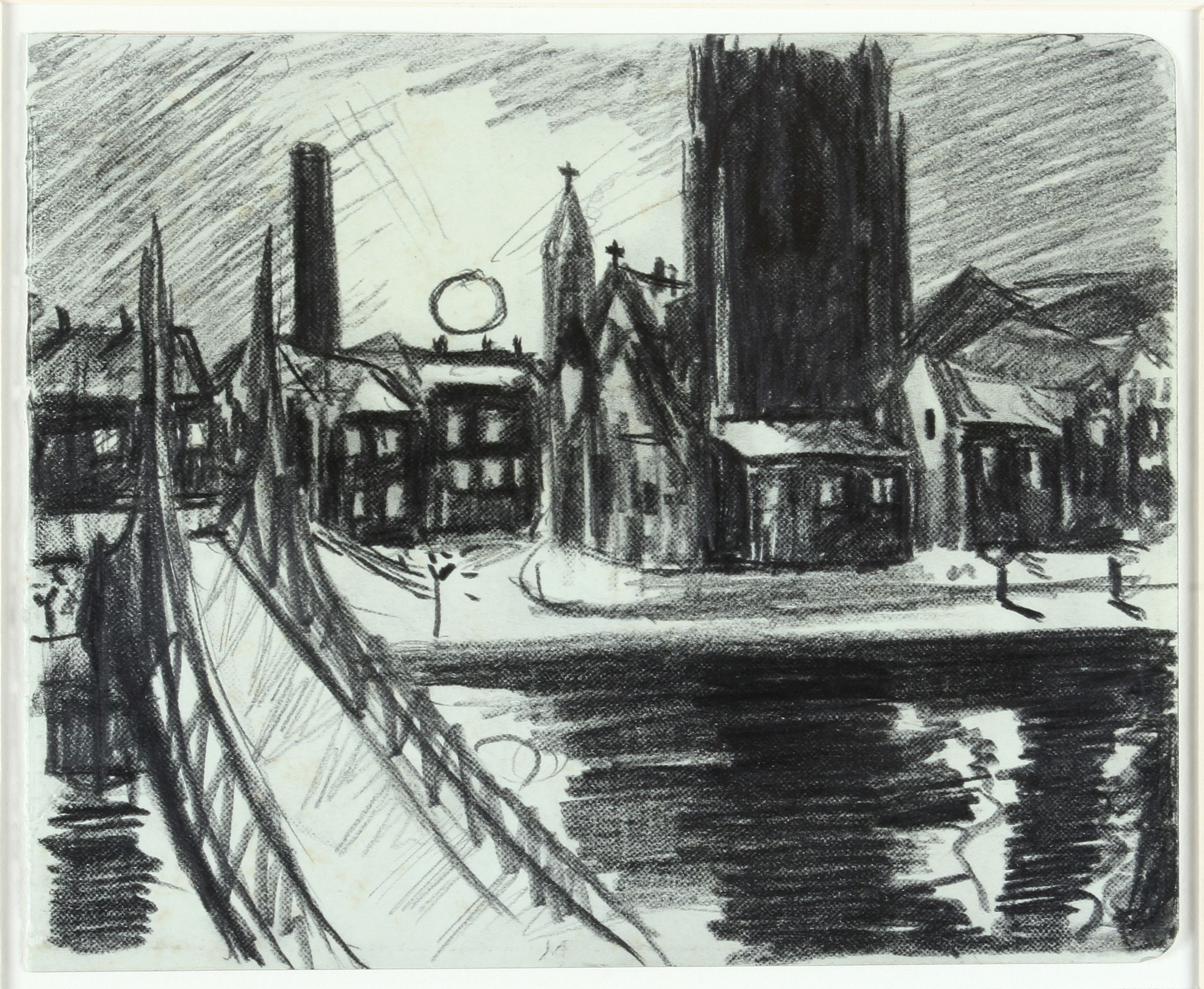
Rosy Lilienfeld, Francfort, vue sur le Main avec le pont de fer et la cathédrale au lever du soleil, 1926

Le nom et l'œuvre de Rosy Lilienfeld ont longtemps été ignorés par l'histoire de l'art. Ce n'est qu'à partir des années 1990 que le Musée juif de Francfort commence à acquérir  ses œuvres, notamment des dessins graphiques, à l'encre et au fusain et fait des recherches biographiques. Avec 200 pièces, cette collection est la plus grande des œuvres de Rosy Lilienfeld. D'autres dessins se trouvent au Städel Museum de Francfort, au Musée juif de Berlin et aux Archives de la littérature allemande à Marbach.
Ses premières œuvres survivantes - dessins, graphismes et gravures - sont encore orientées vers le post-impressionnisme. À partir du milieu des années 1920, son style devient plus simple et proche de l'expressionniste, y compris par ses thèmes de prédilection : paysages urbains, scènes de rue nocturnes et  nombreuses vues de la ville de Francfort.
De nombreuses vues de la ville de Francfort datant de cette époque, ont survécu ainsi que des portraits, comme celui d'Ottilie Röderstein. La peinture de Rosy Lilienfeld a entièrement disparu. Seule une photo de son atelier datant des années 1920 permet de voir quelques uns de ses tableaux.

Rosy Lilienfeld. Illustration pour Baalschem (1930)

À partir de la fin des années 1920, Rosy Lilienfeld illustre des œuvres littéraires modernes et historiques, peut-être en raison de difficultés financières. En 1929, elle illustre la nouvelle Der verlorene Atem d'Edgar Allan Poe et démontre un sens comique qu'on retrouve dans des œuvres ultérieures. Elle illustre ensuite des œuvres de Fiodor Dostoïevski, Fremdling auf Erden de Julien Green, Die Verwandlung de  Franz Kafka, Die drei gerechten Kammmacher et Tanzlegendchen de Gottfried Keller et Hiob de Joseph Roth. Elle illustre également la nouvelle Das Reich ohne Tag qu'elle a écrite mais qui n'a pas été retrouvée.
Parallèlement, Rosy Lilienfeld est fascinée par les légendes juives de la tradition hassidique de l'est de l'Europe. Elle dit y trouver « un monde d'interaction chatoyante entre le réel et l'irréel ... ». Elle réalise 33 illustrations, avec de forts contrastes pour le livre La légende du Baal-Shem de Martin Buber, relatant la vie du fondateur du mouvement hassidique, ouvrage publié en 1933. Rosy Lilienfeld réalise de nombreux autres dessins et illustrations pour des histoires hassidiques comme Das Kopftuch dans In der Gemeinschaft der Frommen et un portfolio sur le rabbin messianique Schabbtai Zvi,,.
En 1935, elle publie son propre livre, dans lequel elle raconte et illustre sa propre narration de la légende du Baal Shem Tov. Il est publié dans une édition bilingue allemand-anglais par Richard Löwit à Vienne. Dans l'introduction, elle écrit « C'est la tâche de ce livre de transmettre la grandeur et la richesse intérieure des légendes hassidiques sous forme de dessins. [...] J'espère que l'ouvrage sera bien reçu par tous ceux qui souhaitent se rapprocher de la spiritualité des Juifs de la génération actuelle. ». Seul un volume, sur les trois paraît. Elle est la première femme à publier sur la mystique juive.
Les nazis confisquent une partie du travail de Rosy Lilienfeld dès 1937 pour le détruire ainsi que des illustrations qui se trouvent au Musée Städel. Certaines de ces œuvres ont cependant survécu, notamment celles qu'elle a pu emporter aux Pays-Bas.

## Expositions
La première exposition de Rosy Lilienfeld a lieu, avec l'aide d'Ugi Battenberg, en 1930 à l'Association d'art de Francfort. En 1921, ses œuvres sont exposées dans la salle des estampes du Musée Städel et à Bad Homburg. Elle participe à l'exposition des artistes juifs du Reich du 26 avril. au 7 juin 1936 au Musée juif de Berlin.
En 2009, le musée juif de Francfort expose ses vues de la ville lors de l'exposition Frankfurter Stadtsichten.
Le même musée organise, en 2022-2023 l'exposition Zurück ins Licht. Vier Künstlerinnen – Ihre Werke. Ihre Wege consacrée à quatre femmes artistes victimes de l'antisémitisme et de la guerre : Ruth Cahn, Erna Pinner, Amalie Seckbach et Rosy Lilienfeld,. Cette exposition permet aussi mettre en avant des femmes de cette génération perdue, dont on n'évoque habituellement que les artistes masculins.

## Publication
- Rosy Lilienfeld, Bilder zu der Legende des Baalschem, Löwit, 1935[10]

## Galerie

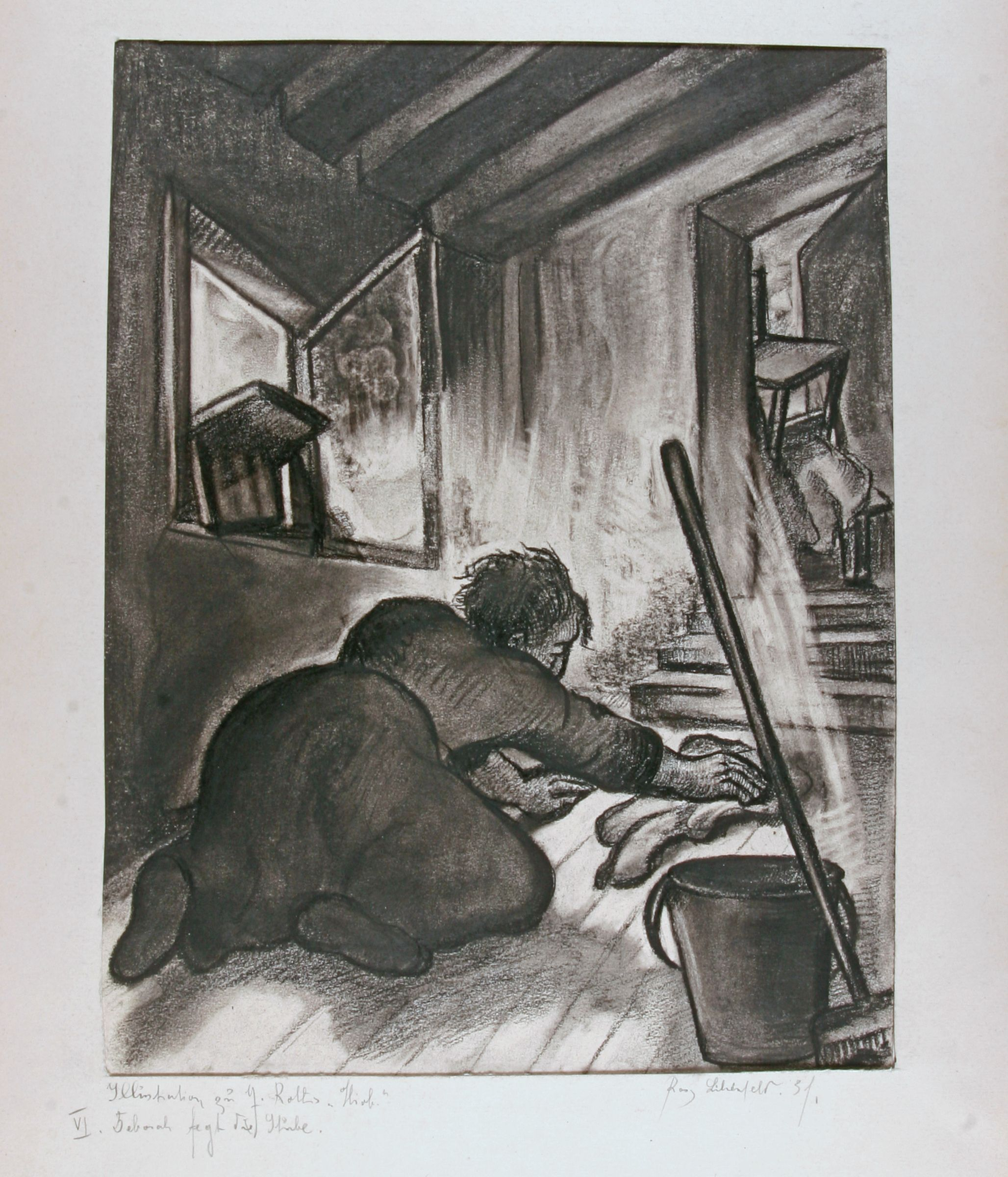
Deborah balaie la cuisine
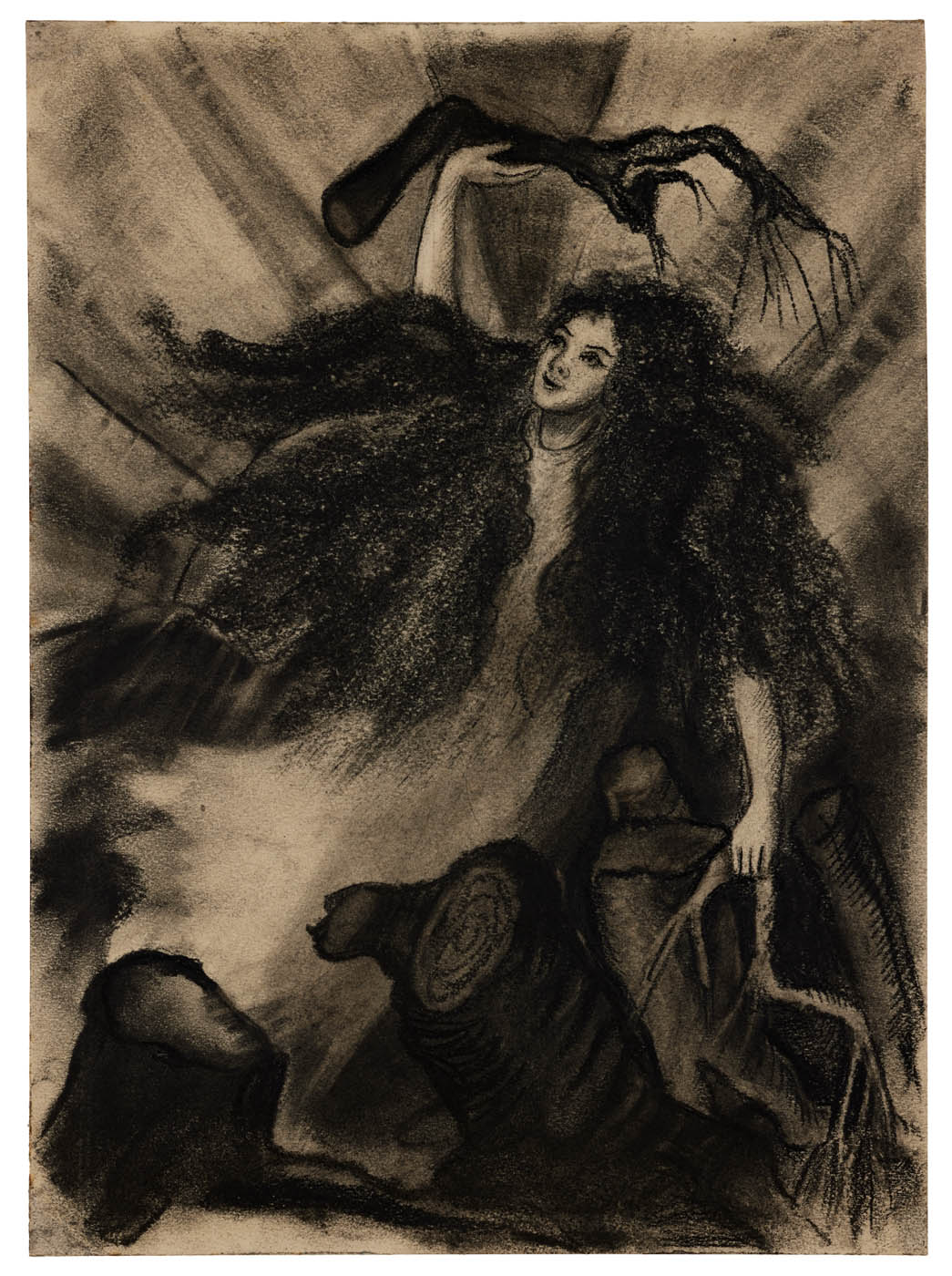
La Joie détruit les racines des faux désirs
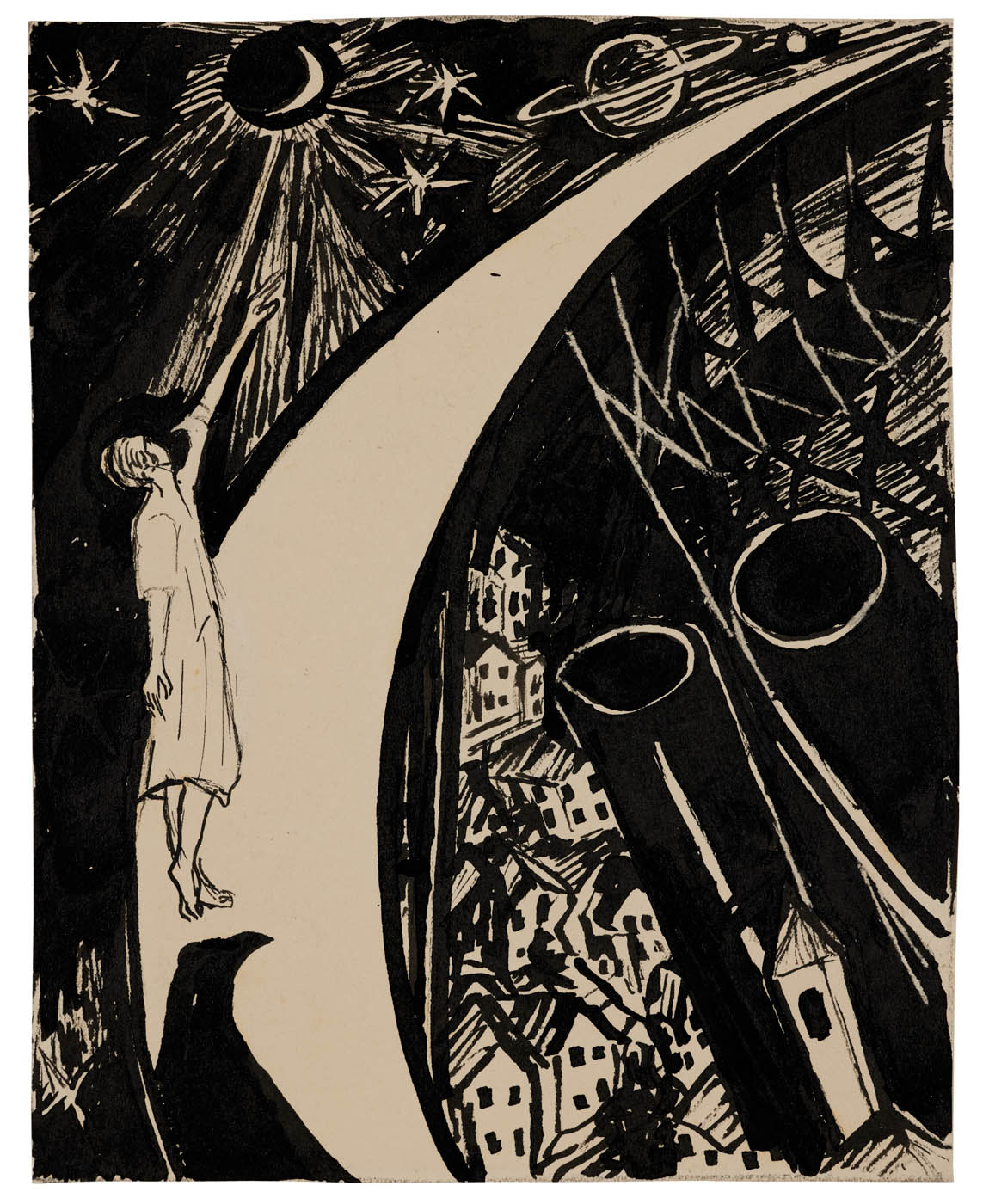
Scène de rêve nocturne avec ville